# Buy More
Buy More es una tienda ficticia de electrónicos en la serie televisiva estadounidense Chuck. Buy More es una parodia de la cadena Best Buy. El personaje principal de la serie, Chuck Bartowski (interpretado por Zachary Levi), trabaja en la sucursal de Burbank, California.
Casi todos los episodios de la serie abarcan el Buy More en algún punto, ya sea para el lado cómico de la serie o como escenario de la acción.
Los empleados del Buy More pueden clasificarse en tres categorías: Administración, Nerd Herd (Soporte técnico) y Vendedores (quienes son llamados "Camisetas verdes" por su uniforme). A continuación se lista a los empleados según su último puesto.

## Administración

### Big Mike
Michael "Big Mike" Tucker (Mark Christopher Lawrence) es el gerente del Buy More de Burbank. En las dos primeras temporadas prefiere trabajar y, especialmente, lidiar lo menos posible con sus subordinados. De todos modos, Big Mike se involucra frecuentemente con Morgan, Jeff y Lester en las historias secundarias de la serie, como por ejemplo cuando atacaron el Buy More de Beverly Hills. Fue degradado a vendedor luego de que Morgan y otros empleados de Buy More fueran engañados para hacer quedar bien a Emmett Milbarge, pero vuelve a la gerencia al inicio de la tercera temporada, con una nueva visión innovadora para administrar la compañía y su vida.
Jugó fútbol universitario como linebacker, formando la "Defensa de la muerte" con su amigo y compañero Jimmy Butterman (Jerome Bettis).
Se divorció de su esposa, y comenzó a salir con la madre de Morgan.
Visto por primera vez en: Chuck Versus the Intersect (Piloto)

### Morgan Grimes
Morgan Grimes (Joshua Gomez) es el gerente del Buy More en su 4.ª temporada. Muchas historias secundarias toman lugar en el Buy More, con Morgan como protagonista, en gran medida por su cercana amistad con Chuck, a quien muchos empleados ven como un líder. Tiene una relación con otra empleada de la tienda, Anna Wu, y juntos se van a Hawái. 
Finalmente, él vuelve a Burbank, sin Anna, al comienzo de la tercera temporada. En el episodio "Chuck Versus Operation Awesome", Big Mike lo asciende a asistente de gerente.
Visto por primera vez en: Chuck Versus the Intersect (Piloto)

## Vendedores ("Camisetas Verdes")

### John Casey
A John Casey (Adam Baldwin), realmente un miembro de la Agencia de Seguridad Nacional, se le dio un trabajo de vendedor en el Buy More como parte de su tapadera para proteger a Chuck. A pesar de que sus compañeros le tienen miedo, ellos también han sabido acudir a él en situaciones peligrosas. También ha ayudado a la tienda con los robos. Casey renunció a su trabajo en el Buy More al mismo tiempo que Chuck, pero volvió con Chuck al inicio de la tercera temporada. Casey se hizo pasar por miembro del Nerd Herd en una misión en el episodio "Chuck Versus Tom Sawyer".
Visto por primera vez en: Chuck Versus the Intersect (Piloto).

## Nerd Herd
El Nerd Herd es la división de soporte técnico de Buy More y es una parodia del Geek Squad de las tiendas Best Buy. Algunos de los autos usados por el Nerd Herd (llamados Herders) han sido modificados para misiones de espionaje.

### Chuck Bartowski
Chuck Bartowski (Zachary Levi), protagonista de la serie, es la cabeza del departamento. Renuncia al final de la segunda temporada y retoma su trabajo en el Buy More al comienzo de la tercera temporada como parte de su tapadera. Chuck frecuentemente se ausenta por horas de su trabajo, horas que en el episodio "Chuck Versus the Fat Lady" son explicadas como llamadas de servicio técnico en el lugar.
Visto por primera vez en: Chuck Versus the Intersect (Piloto)

### Jeff Barnes
Jeffrey "Jeff" Barnes (Scott Krinski) es un miembro del Nerd Herd especializado en productos de Apple. Es alcohólico y fue campeón de un concurso del videojuego Missile Command en 1981.
Visto por primera vez en: Chuck Versus the Intersect (Piloto)

### Lester Patel
Lester Patel (Vik Sahay) es un miembro del Nerd Herd especializado en productos de Apple. Es el mejor amigo de Jeff y juntos tienen una banda de covers llamada Jeffster.
Visto por primera vez en: Chuck Versus the Intersect (Piloto)

### Anna Wu
Anna Melinda Wu (Julia Ling) es la única mujer del Nerd Herd hasta que Hannah se une al comienzo de la tercera temporada (aunque en ese momento, Anna ya había renunciado). Es descendiente de chinos, y sus padres trabajan para el gobierno de Taiwán. Sus padres son muy tradicionales, y siempre que visitan a Anna ella cambia su manera de vestirse para cumplir con las expectativas de "niña perfecta" de sus padres. En el episodio "Chuck Versus the Break-Up" se muestra que Anna es muy buena en las artes marciales, impresionando incluso a Casey.
El estilo de vestir de Anna es muy excéntrico. Suele usar mucho maquillaje, joyas y bisutería, y suele vestir faldas muy cortas. En diversos episodios se ha sugerido que Anna es bisexual. Además, en el episodio piloto Anna no se sintió insultada cuando Chuck se refirió a ella y al resto del equipo como "chicos".
Anna tiene un fuerte desprecio por Ellie, la hermana de Chuck, debido al bien conocido enamoramiento de Morgan con ella.
Vista por primera vez en: Chuck Versus the Intersect (Piloto)

### Hannah
Hannah (Kristin Kreuk) es una civil que Chuck conoció en un vuelo a París en su primera misión en solitario. Ella volaba a París para limpiar su oficina después de ser despedida. Luego siguió a Chuck hasta Burbank, donde obtuvo un trabajo en el Nerd Herd. Ella comenzó a trabajar en el Buy More en el episodio "Chuck Versus the Nacho Sampler", en donde los esfuerzos de Chuck por entrenarla fueron frustrados repetidamente por su misión actual. En el episodio "Chuck Versus the Mask" Hannah fue usada como cebo para que Chuck le devolviera a "The Ring" una máscara que les había robado. Luego ella y Chuck comenzaron una relación.
Vista por primera vez en: Chuck Versus First Class

## Otros empleados
Otros empleados del Buy More han aparecido a través de las temporadas. No se conoce el nombre de la mayoría de estos personajes. Otro personaje recurrente, Fernando (Jesse Heiman) aparece regularmente con otros empleados, casi nunca habla, aunque su distintiva apariencia es usada con fines cómicos.

### Michael "Skip" Johnson
Michael "Skip" Johnson (Michael Kawczynski) apareció por primera vez en el episodio "Chuck Versus the Intersect" y ha aparecido esporádicamente en el fondo como miembro del Nerd Herd. Ganó un televisor LCD de 65 pulgadas por ser el "Empleado del Mes" de Buy More en el mes de noviembre de 2008. El único momento en el que habló fue en "Chuck Versus the Sensei".

### Emmett Milbarge
Emmett Milbarge (Tony Hale) era el administrador del Buy More. Ingresó al Buy More como un experto en eficiencia enviado por la central de la empresa. Tenía una novia llamada Henrietta que trabaja en la sucursal de Ontario. Emmett fue eliminado de la serie en el estreno de la tercera temporada, asesinado en el estacionamiento del Buy More por un asesino que buscaba a Chuck. Cuando Chuck preguntó por su paradero, Casey le dijo que se había mudado a Anchorage, Alaska, para administrar una sucursal de Large Mart, una cadena de hipermercados.
Su nombre es una referencia a la comedia Spies Like Us, combinando los nombres de los personajes Emmet Fitz-Hume (Chevy Chase) y Austin Milbarge (Dan Aykroyd).
Visto por primera vez en: Chuck Versus Tom Sawyer. Visto por última vez en: Chuck Versus the Pink Slip

### Harry Tang
Harold "Harry" Tiberius Tang (C.S. Lee) era un vendedor del Buy More que apareció al principio de la primera temporada esperando obtener el puesto de Asistente en Ventas. Mientras intentaba meter en aprietos a Morgan, atrapó a Chuck, Sarah y a Casey en una videoconferencia con sus superiores del gobierno. Para mantenerlo en silencio, el gobierno estadounidense lo envió a Hawái para administrar una fábrica de piñas.
Visto por primera vez en: Chuck Versus the Intersect (Piloto)

## Producción
El Buy More y en particular el Nerd Herd cumplen un papel significante en la identidad de la serie, y el logo del "Hombre que corre" del Nerd Herd se muestra en la secuencia de apertura de la serie.